# Saint-Cyprien (Lot)
Pour les articles homonymes, voir Saint-Cyprien.
Saint-Cyprien (en occitan : Sent Çabrian) est une ancienne commune française, située dans le département du Lot, en région Occitanie.  Par arrêté du préfet du Lot en date du 6 décembre 2017, la commune nouvelle de Lendou-en-Quercy est créée en lieu et place des communes de Lascabanes, de Saint-Cyprien et de Saint-Laurent-Lolmie à compter du 1er janvier 2018.

## Géographie
Village situé sur le Lendou, dans le Quercy et plus précisément dans le Quercy Blanc.

### Communes limitrophes
Le village est limitrophe du département de Tarn-et-Garonne.
| Montcuq-en-Quercy-Blanc                 | Lascabanes (Lendou-en-Quercy) |                                     |
|                                         | Saint-Cyprien                 | Castelnau Montratier-Sainte Alauzie |
| Saint-Laurent-Lolmie (Lendou-en-Quercy) | Sauveterre (Tarn-et-Garonne)  |                                     |

### Lieux-dits, écarts et quartiers
Crestou, la Masse.

## Toponymie
Le toponyme Saint-Cyprien est basé sur l'hagiotoponyme chrétien Cyprien de Carthage, Cyprien de Toulon ou Saint-Subran abbé de Périgueux.
Durant la Révolution, la commune porte le nom de Cyprien.

## Démographie
L'évolution du nombre d'habitants est connue à travers les recensements de la population effectués dans la commune depuis 1793. Pour les communes de moins de 10 000 habitants, une enquête de recensement portant sur toute la population est réalisée tous les cinq ans, les populations de référence des années intermédiaires étant quant à elles estimées par interpolation ou extrapolation. Pour la commune, le premier recensement exhaustif entrant dans le cadre du nouveau dispositif a été réalisé en 2005.

En 2015, la commune comptait 267 habitants, en évolution de −13,59 % par rapport à 2009 (Lot : +1,31 %, France hors Mayotte : +2,11 %).
| 1793 | 1800 | 1806 | 1821 | 1831 | 1836 | 1841 | 1846 | 1851 |
| ---- | ---- | ---- | ---- | ---- | ---- | ---- | ---- | ---- |
| 628  | 690  | 685  | 548  | 727  | 758  | 730  | 693  | 671  |

| 1856 | 1861 | 1866 | 1872 | 1876 | 1881 | 1886 | 1891 | 1896 |
| ---- | ---- | ---- | ---- | ---- | ---- | ---- | ---- | ---- |
| 747  | 716  | 695  | 625  | 607  | 593  | 584  | 554  | 518  |

| 1901 | 1906 | 1911 | 1921 | 1926 | 1931 | 1936 | 1946 | 1954 |
| ---- | ---- | ---- | ---- | ---- | ---- | ---- | ---- | ---- |
| 507  | 504  | 342  | 386  | 383  | 401  | 430  | 355  | 351  |

| 1962 | 1968 | 1975 | 1982 | 1990 | 1999 | 2005 | 2006 | 2010 |
| ---- | ---- | ---- | ---- | ---- | ---- | ---- | ---- | ---- |
| 347  | 331  | 298  | 300  | 306  | 309  | 305  | 308  | 308  |

| 2015 | - | - | - | - | - | - | - | - |
| ---- | - | - | - | - | - | - | - | - |
| 267  | - | - | - | - | - | - | - | - |

## Culture locale et patrimoine

### Lieux et monuments
- Château de Marcillac des XIIe et XIIIe siècles, classé monument historique[8] en 1977.

### Personnalités liées à la commune
- Nino Ferrer, chanteur et musicien ayant habité Saint-Cyprien ; il y est mort le 13 août 1998.